# Устав Римске републике
Устав Римске републике је био скуп некодификованих норми и обичаја који су, заједно са разним писаним законима, руководили процедуралним управљањем Римском републиком. Устав је произашао из устава Римског краљевства, у односу на који је еволуирао суштински и значајно — скоро до тачке непрепознатљивости — током скоро петсто година постојања републике. Колапс републичке власти и норми из 133. п. н. е. довели су до успона Августа и његовог принципата.
Републички устав се може подијелити на три главне гране власти:
- Скупштине, састављене од народа, које су служиле као врховно складиште политичке моћи и имале ауторитет да бирају судије, прихватају или одбацују законе, спроводе правду и објављују рат или мир;[6]
- Сенат, који је савјетовао магистрате,[7] дјелујући прије свега не на основу правног ауторитета per se, већ на основу свог утицаја;
- Магистрати, које је народ изабрао да управљају Републиком у њихово име, вршећи религијску, војну и врховну власт, заједно са правом да предсједавају и сазивају скупштине.[8]

Између ове три гране развијен је сложен скуп контрола и равнотежа. На примјер, скупштине су теоретски имале сву власт, али су их сазивали и њима управљали магистрати, који су, контролишући расправу, вршили доминантан утицај над њима. И други магистрати су могли да ставе вето на поступке пред скупштинама, мада је то до касне републике било ријетко. Слично томе, да би провјерио моћ магистрата, сваки магистрат је могао да стави вето на једног од својих колега, а плебејци су бирали трибуне који су могли да се залажу и ставе вето на поступке магистрата.
Републички устав, иако је еволуирао и био флексибилан, још увијек је имао суштински укоријењене норме. Институције као што су конзули, сенат и трибуни значајно су еволуирали у раној републици, али су остале релативно стабилне од 4. вијек прије н. е. Од периода патрицијске доминације, сукоб плебејаца и патриција је на крају дао плебејцима једнака политичка права, а истовремено је створио трибунат за провјеру патрицијске моћи, а плебејску скупштину је добила пуну законодавну власт.
У касној републици дошло је до повећања централизације власти у рукама гувернера провинција, употребе војне силе ради спровођења политичких промјена (нпр. Сулина диктатура), и употребе насиља, комбинованог са експлоатацијом одговарајуће поткупљене или застрашене „суверене” скупштине, да дају врховну власт побједничким командатима. Све већа легитимизација насиља и централизација власти на све мањи број људи би, са урушавањем повјерења у републичке институције, ставило на пут грађанског рата и Августову трансформацију у аутократски режим прекривен имиџом и легитимитетом републике.